# Somatochlora exuberata
Somatochlora exuberata – gatunek ważki z rodziny szklarkowatych (Corduliidae). Występuje w Azji – w Rosji, północno-wschodnich Chinach, obu Koreach, w Japonii (Hokkaido), a także w zachodniej części gór Ałtaj w północno-wschodnim Kazachstanie. Wyróżnia się dwa podgatunki – nominatywny i S. e. japonica zamieszkujący Hokkaido (dawniej był on uznawany za odrębny gatunek).